# Alcolea del Pinar
Alcolea del Pinar es un municipio y localidad española de la provincia de Guadalajara, en la comunidad autónoma de Castilla-La Mancha. El término, que cuenta con una población de 336 habitantes (INE 2024), incluye, además de la capital municipal, los núcleos de Cortes de Tajuña, Garbajosa, Tortonda y Villaverde del Ducado. 

## Geografía
Está situada al norte de la provincia, en el límite con la provincia de Soria, a 78 km de la capital provincial. Se encuentra a una altitud de 1203 m sobre el nivel del mar y en su término se sitúa el puerto de Alcolea del Pinar (1218 m), atravesado por la autovía del Nordeste (pK 136), que sirve de paso natural a través de la sierra Ministra, separando la cuenca del Tajo de las del Duero y el Ebro.
| Noroeste: Estriégana, Sigüenza | Norte: Medinaceli         | Noreste: Anguita  |
| Oeste: Saúca                   |                           | Este: Luzaga      |
| Suroeste: Torremocha del Campo | Sur: Torremocha del Campo | Sureste: Abánades |

El término municipal incluye, además de la capital municipal, los núcleos de Cortes de Tajuña, Garbajosa, Tortonda y Villaverde del Ducado.

## Historia
A mediados del siglo XIX, el lugar contaba con una población censada de 279 habitantes. La localidad aparece descrita en el primer volumen del Diccionario geográfico-estadístico-histórico de España y sus posesiones de Ultramar de Pascual Madoz de la siguiente manera:

ALCOLEA DEL PINAR: l. con ayunt. en la prov. de Guadalajara (14 leg.), part. jud., adm. de rent. y dióc. de Sigüenza (3), aud. terr. y c. g. de Madrid (24): sit. sobre la carretera de Madrid á Zaragoza, á igual dist. de ambos punto, y en terreno elevado: le baten libremente los vientos, y su clima es frio y sano: tiene 74 casas de mala construccion y peor comodidad, las cuales forman 4 calles, y ademas la de ayunt. con cárcel, un horno de poya, una fragua, una carnicería, dos posadas de propiedad particular, una escuela de primera educacion dotada con 15 fan. de grano que pagan las familias de los 21 niños de ambos séxos que concurren, un hospital que sirve de albergue á los mendigos, una ig. parr. bajo la advocacion de Ntra. Sra. del Rosario con curato de provision ordinaria, reedificada en el año 1840 y siguiente por haberla incendiado los carlistas en el año 1839; una ermita fuera del pueblo titulada de la Soledad y San Roque, y á alguna mayor dist. una fuente de agua de la mejor calidad, que con la de los pozos del pueblo surten de aguas al vecindario. Confina el térm. por N. con el de Bujarrabal, E. con el de Garbajosa, S. los de Luzagas y Villaverde, y O. con el de Estrigana: estendiéndose por estos puntos de 1/4 á 1/2 leg. Comprende 4,500 fan., de las cuales se cultivan 2,003, siendo 586 de 1.ª calidad, 600 de 2.ª y 817 de 3.ª; las demas se hallan, en deh. y montes de carrascal 1,300, en pinares y sitios pedregosos 820, en prados y pastos naturales y artificiales 128, en hortalizas 3 y el resto de baldio; se riegan 74 de prado y las 3 de huerta con las aguas del arroyo que procede de la fuente que se ha citado: el terreno es de buena calidad: caminos: la carretera general de Aragon en la cual se halla establecido el portazgo á que este l. da su nombre, y tuvo principio en primero de agosto de 1833, administrándose por la Direccion del ramo hasta el primero de setiembre de 1839: desde aquella época ha venido arrendándose, habiéndolo sido por 3 años la primera vez en 17,041 rs. cada año; terminado esle arriendo se verificó subasta y quedó por dos anos en 32.060 rs. cada uno y en 31 de agosto de 1844 se arrendó por otros dos años en 40,050, tambien anuales: á 1/4 leg. del pueblo se separa la carretera vieja que se dirige á Teruel: el correo se recibe en el mismo pueblo en la estafeta que se ha establecido en mayo de este ano (1845) los mártes, juéves y sábados de cada semana: prod.: trigo, cebada, avena, legumbres y cánamo; se mantiene ademas algun ganado lanar y cabrío; 20 pares de mulas de labor, 15 de bueyes y 3 de asnos; y alguna caza menor: pobl. 80 vec.: 279 alm.: cap. prod. 1.278,892 rs.: imp. 88,100 contr. 5,937 rs. 23 mrs. presupuesto municipal 2,000 del que se pagan 200 rs. por gratificacion al secretario del ayunt.; se cubre con el fondo de propios que consiste en 5 fan. de grano y 110 rs. del valor de los puestos públicos, el déficit se exige por repartimiento vecinal; correspondió este pueblo al ducado de Medinaceli, y por esta razon es tambien conocido con el nombre de Alcolea de Medinaceli: tiene comunidad de pastos con todos los que componen el ducado, escepto en algunas temporadas que se ponen guardas para reservarlos de las ganaderías.
(Madoz, 1845, pp. 454-455)

## Demografía
Alcolea del Pinar cuenta con una población de 336 habitantes (INE 2024).
| Gráfica de evolución demográfica de Alcolea del Pinar entre 1842 y 2021 |
| |
| Población de derecho según los censos de población del INE Población de hecho según los censos de población del INEEntre el censo de 1970 y el anterior, crece el término del municipio porque incorpora a Cortes de Tajuña, Garbajosa, Tortonda y Villaverde del Ducado |

| 1991 |  | 1996 |  | 2001 |  | 2004 |  | 2013 |  | 2014 |  | 2015 |  | 2016 |
| ---- |  | ---- |  | ---- |  | ---- |  | ---- |  | ---- |  | ---- |  | ---- |
| 478  |  | 409  |  | 363  |  | 406  |  | 377  |  | 348  |  | 343  |  | 336  |

Población por entidad de población
| Entidades de población | Habitantes (2015) |
| ---------------------- | ----------------- |
| Alcolea del Pinar      | 252               |
| Cortes de Tajuña       | 19                |
| Garbajosa              | 11                |
| Tortonda               | 28                |
| Villaverde del Ducado  | 33                |

## Comunicaciones
Está situado junto a la autovía A-2, en el km 135, entre Guadalajara y Zaragoza.

## Lugares de interés

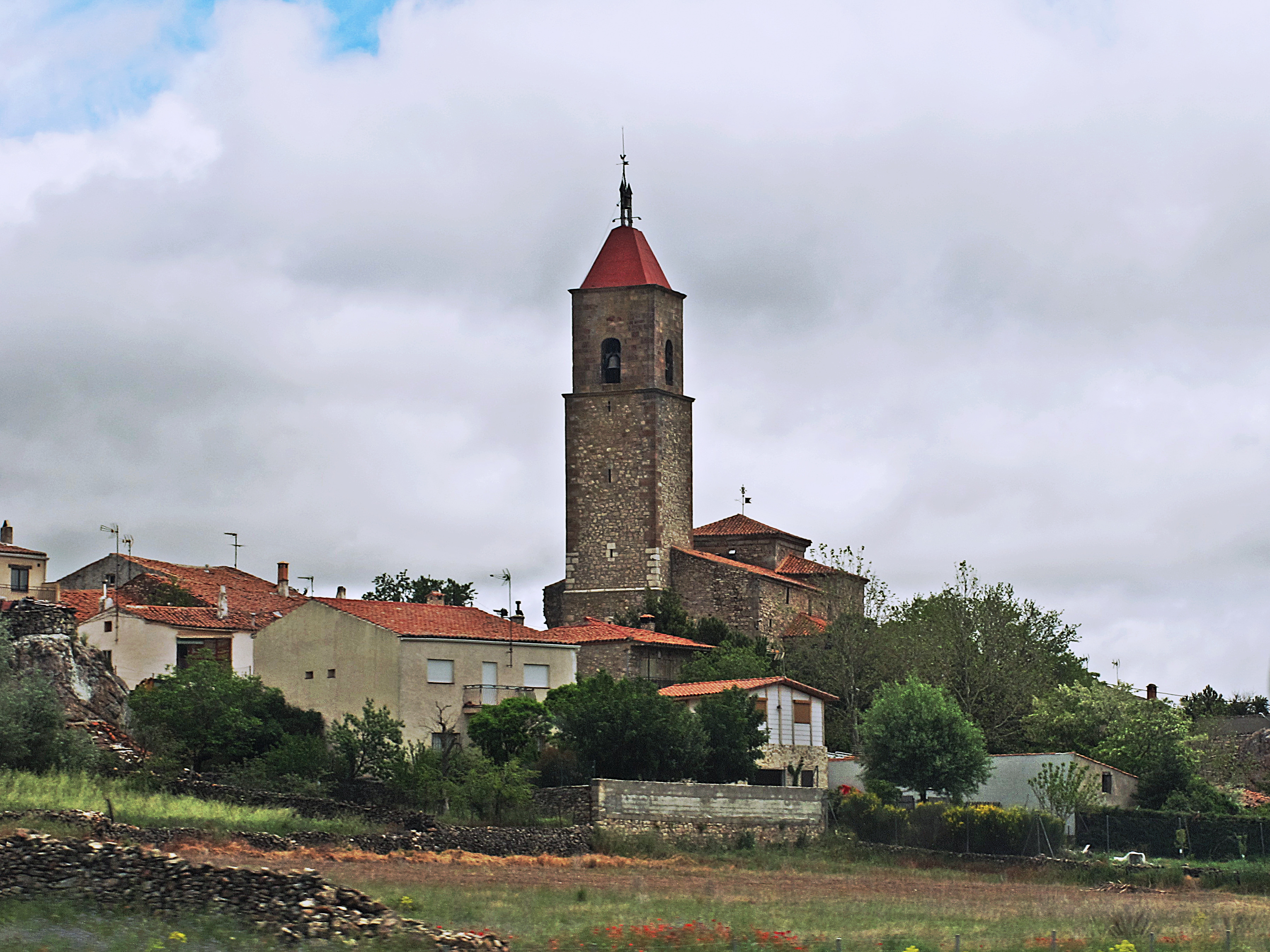
Iglesia parroquial

- Iglesia parroquial de Nuestra Señora del Rosario, se ubica en la parte alta de la población. Se trata de un edificio sencillo, de una sola nave con una torre rematada con un chapitel metálico y un bonito atrio. Fue levantado en el siglo XIX ya que el templo original fue destruido durante las guerras carlistas.
- Casa de Piedra, vivienda excavada en una roca de arenisca realizada por Lino Bueno, a principios del siglo XX.[7] Tardó diecisiete años en realizar la obra, según informaba el diario El Imparcial del 11 de enero de 1925; se realizó a golpe de pico y alumbrándose con teas hasta lograr varias habitaciones. El motivo no era otro que la carencia de recursos para alquilar una vivienda.[8]
- Museo del Cemento, con esculturas realizadas con cemento y hierro por Máximo Rojo.[9]
- Galería de arte de Antonio García Perdices.[10]